# Józef Mączka

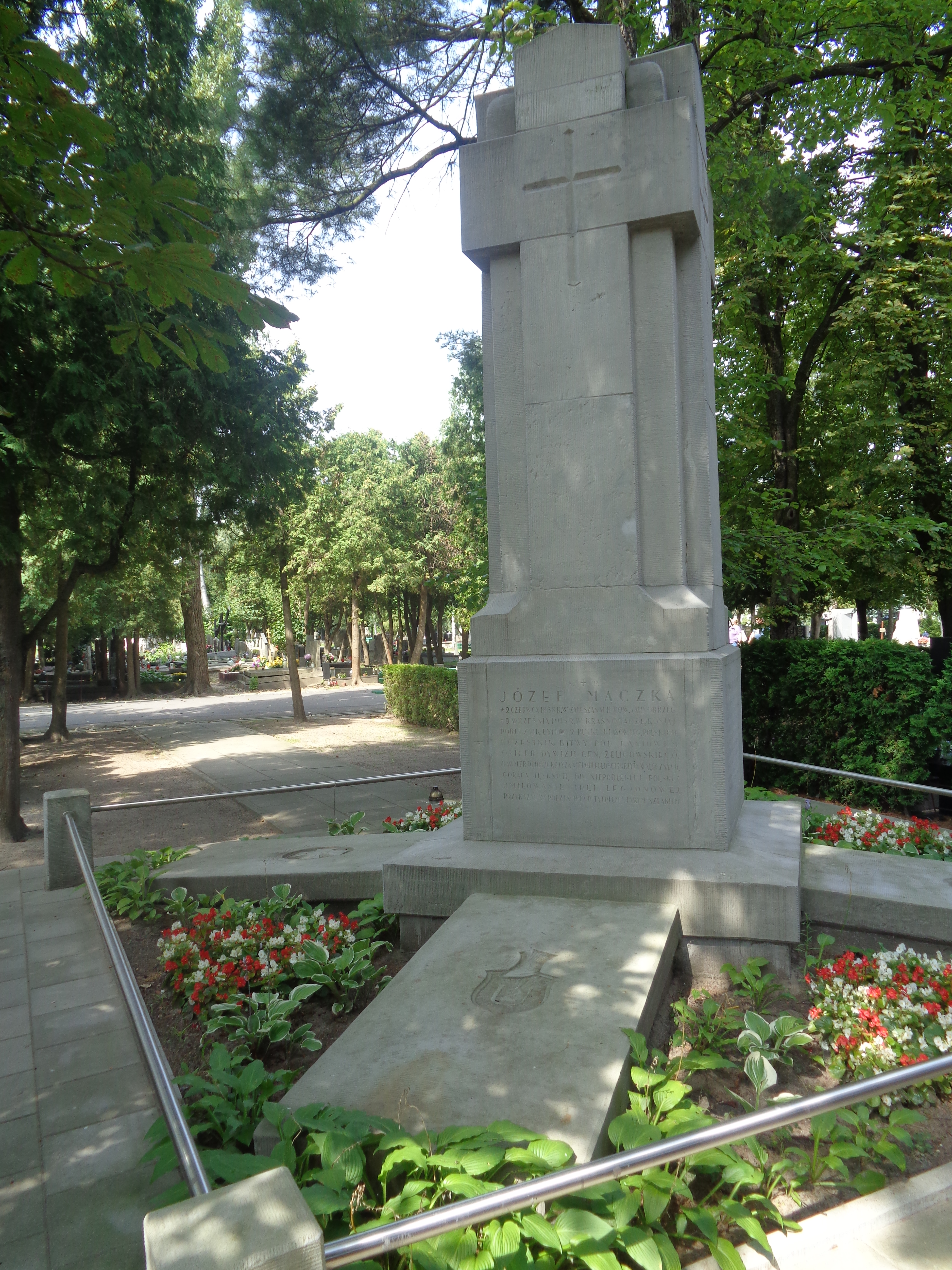
Grób Józefa Mączki na Cmentarzu Wojskowym na Powązkach

Józef Mieczysław Mączka (ur. 2 czerwca 1888 w Zaleszanach, zm. na początku września 1918 w Paszkowskiej Stanicy k. Jekaterynodaru) – polski żołnierz, porucznik, poeta legionowy, kawaler Orderu Virtuti Militari.

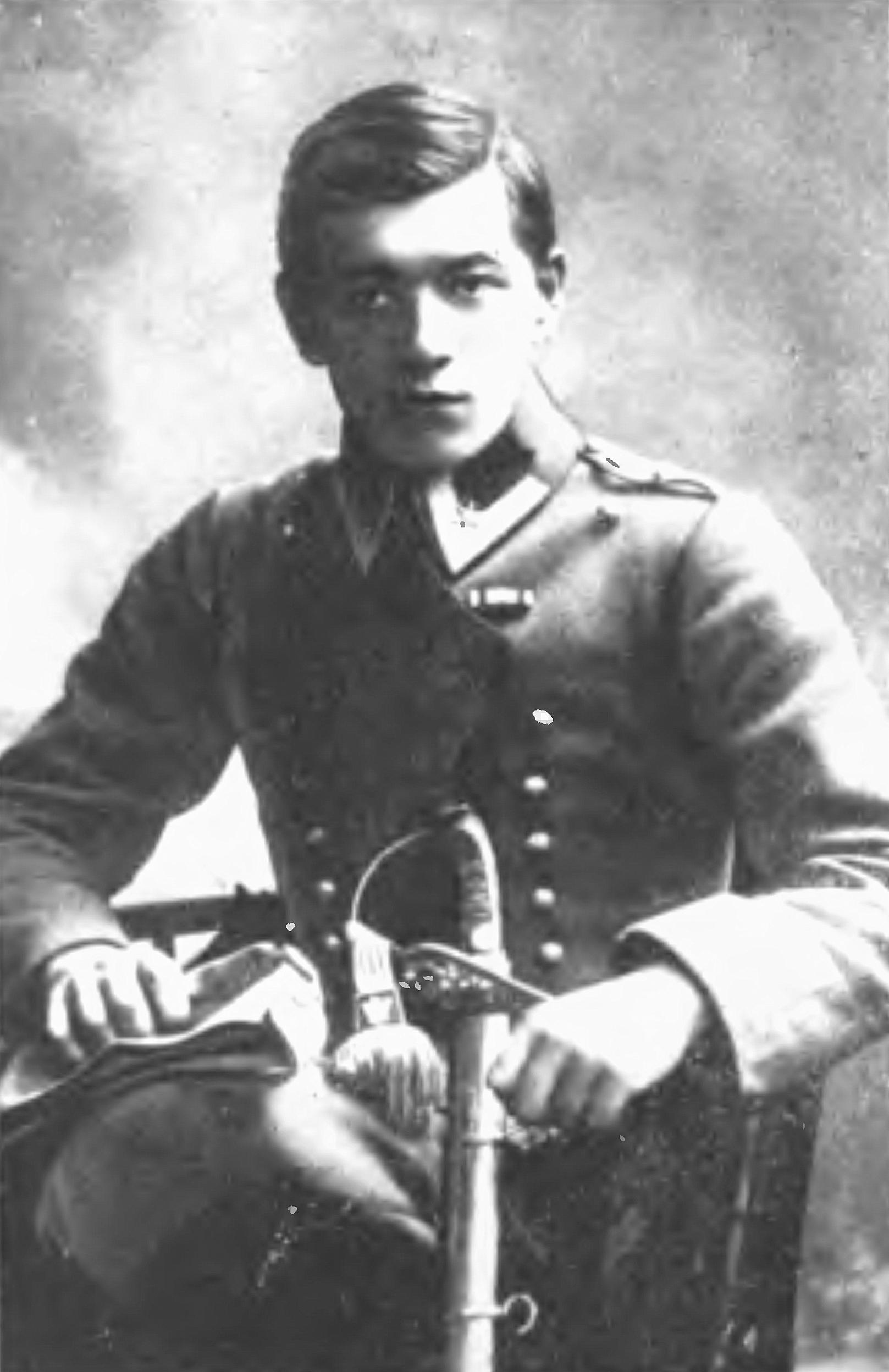
Józef Mączka

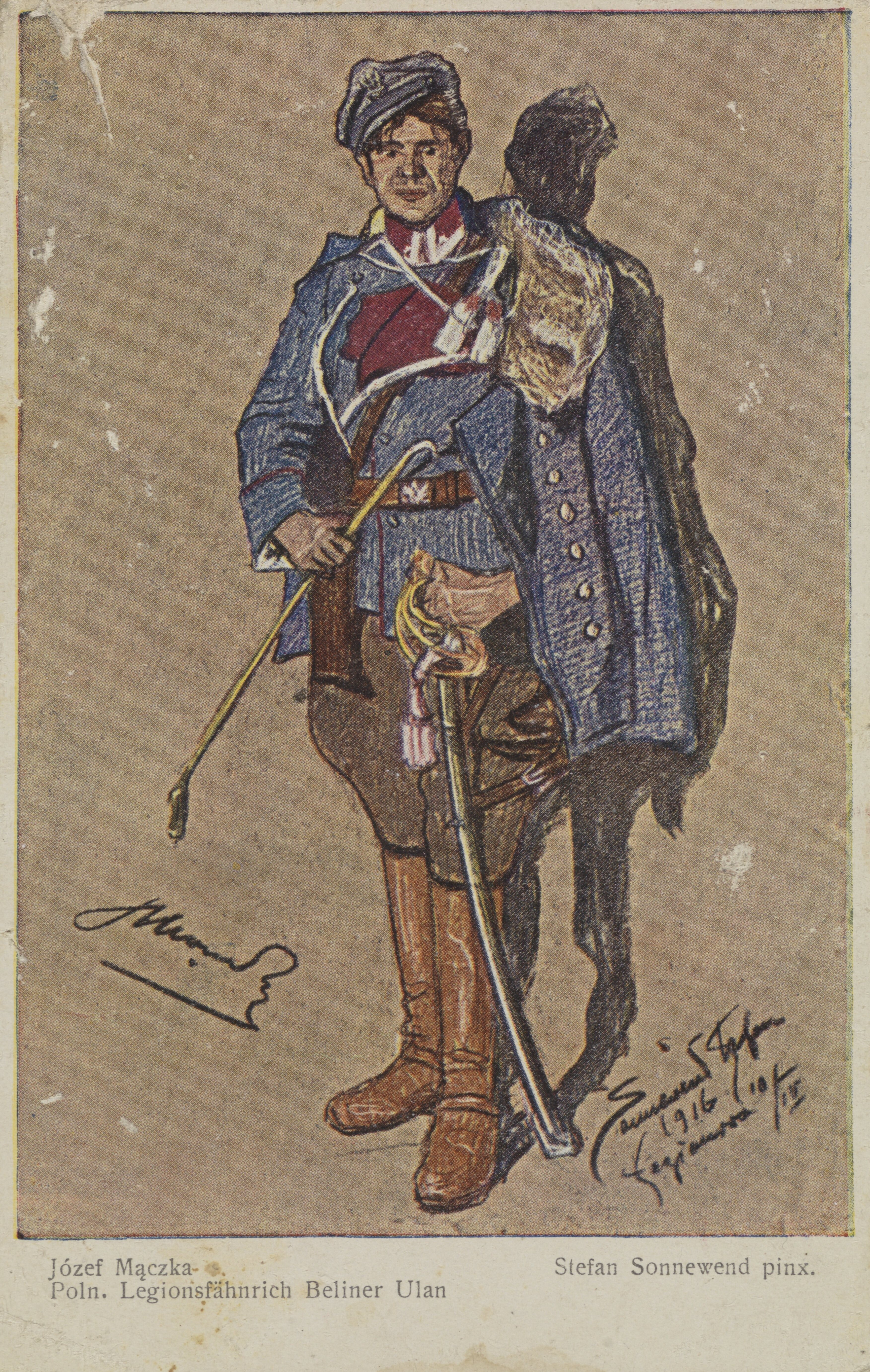
Józef Mączka na pocztówce

## Życiorys
Był synem Heleny z domu Ambroziewicz i Franciszka Mączki, który jako kilkunastoletni chłopak wziął udział w powstaniu styczniowym. Miał brata Władysława (ur. 1890, także legionista, potem oficer Wojska Polskiego), który został mężem Marii Iwańczyk (jej siostrą była Anna, po mężu Przystasz, matka Zbigniewa, Mieczysława i Danuty Przystaszów).
Józef Mączka uczył się w szkole ludowej w Oleszycach, następnie w C. K. V Gimnazjum we Lwowie, C. K. Gimnazjum Męskim w Sanoku, gdzie w 1903 ukończył V klasę, a od 1905 w gimnazjum w Rzeszowie, gdzie w 1907 zdał egzamin dojrzałości. Następnie został studentem Wydziału Inżynierskiego Politechniki Lwowskiej. Równocześnie z nauką pracował zarobkowo jako urzędnik w dyrekcji kolei.
W 1913 został członkiem Związku Strzeleckiego. W 1914 został chrzestnym ojcem Mieczysława Przystasza. Po wybuchu I wojny światowej w sierpniu 1914 wstąpił do Legionów Polskich i został przydzielony do 2 szwadronu jazdy Legionów, dowodzonym przez Zbigniewa Dunin-Wąsowicza. Służył w nim do września 1914. W momencie wyjazdu na front pluton, w którym służył Mączka został przeniesiony do Komendy Legionów, stanowiąc jej pluton sztabowy. W plutonie tym Józef Mączka przeszedł cały szlak legionowy. Brał udział w kampaniach karpackich i bukowińskiej. 23 sierpnia 1915 awansował do stopnia chorążego kawalerii a 1 listopada 1916 został awansowany do stopnia podporucznika. Po kryzysie przysięgowym służył w Polskim Korpusie Posiłkowym. Od 1 stycznia 1917 był żołnierzem w 2 pułku ułanów Legionów Polskich, uzyskując awans do stopnia porucznika.
Po przejściu II Brygady przez front pod Rarańczą, w lutym 1918 Józef Mączka został internowany przez Austriaków w Synowódzku. 28 lutego w przebraniu kolejarza uciekł z obozu i 20 marca został żołnierzem II Korpusu Polskiego gen. Józefa Hallera. W bitwie pod Kaniowem dostał się do niemieckiej niewoli. Jednak uciekł i rozpoczął pracę w Polskiej Organizacji Wojskowej w jej Komendzie Naczelnej nr 3, obejmującej teren Ukrainy. Zajmował się przerzutem rozbitków z Legionów Polskich na Kubań do dywizji gen. Żeligowskiego. Później sam został żołnierzem tej dywizji w grupie płk. Zielińskiego.
6 września 1918 por. Józef Mączka zmarł na cholerę w Paszkowskiej Stanicy koło Jekaterynodaru. 17 maja 1922 za udział w walkach Legionów i pracę w Polskiej Organizacji Wojskowej, porucznik Józef Mączka został odznaczony pośmiertnie Orderem Wojskowym Virtuti Militari V klasy (nr 7694) oraz Krzyżem Walecznych i Krzyżem Niepodległości. 
W listopadzie 1933 jego prochy zostały sprowadzone do kraju i pochowane w kwaterze legionowej na Cmentarzu Wojskowym na Powązkach w Warszawie (kwatera A5-pomnik-1).

## Twórczość
Józef Mączka był również znanym, najwybitniejszym poetą legionowym. W 1917 wydał tomik poezji „Starym szlakiem”, który miał jeszcze trzy wydania w okresie międzywojennym. Znanymi wierszami jego autorstwa, nauczanymi i deklamowanymi przez uczniów gimnazjalnych były m.in. Starym szlakiem, Przysięga, Droga Legionów, Ułańskie czako, Kiedyś, Rotmistrzowej sławie (poświęcony dowódcy szarży pod Rokitną, którym był rtm. Zbigniew Dunin-Wąsowicz). Po upadku PRL opublikowano antologię wierszy legionowych z licznymi wierszami Mączki („Wstań Polsko moja” (red. Kajtoch J.), PAIR MYJAKPRESS, Sandomierz 1997, ISBN 83-86436-41-7), a w 2009 r. wznowiono tom jego poezji z 1917, zamieszczając też w nim sześć nigdy wcześniej nie drukowanych utworów Mączki („Starym szlakiem i inne wiersze”, Universitas, Kraków 2009, ISBN 978-83-242-0869-2, wyd. elektroniczne: ISBN 978-83-242-1010-7).
Na Wigilię 1914 Józef Mączka skomponował kolędę dla Komendy Legionów:
W dzień Bożego Narodzenia
W dzień Bożego Narodzenia

Radość wszelkiego stworzenia,

Dziś w Legionach wielkie święto:

Ofensywę rozpoczęto,

Rozpoczęto.
Pan jenerał przodem jedzie,

Do ataku sam nas wiedzie,

A Zagórski robi plany,

Już trzy noce niewyspany,

Niewyspany.
Jakubowski mu pomaga,

(W sztabie wielka to powaga),

A Wyrostek i Dzwonkowski

Też niemało mają troski,

Mają troski.
Merwin, co był redaktorem,

Teraz już żołnierza wzorem:

W kąt nożyce i gazety,

Jeździ z nami na wedety,

Na wedety.
Pułkownika Wiszka głowa

Wszystkich nas tu cudem chowa:

Gdyby nie on ― już by cała

Polska głodem przymierała,

Przymierała.
Pan Krasicki ułan chwacki

Zamaszysty i junacki,

I Brzeziński rotmistrz klawy

Do szablicy i zabawy.
Durski z buzią jak panienka

Żadnej bitwy się nie lęka,

I Łepkowski chociaż młody

Rżnie do ognia jak do wody.
Już Drewnowski z drutów zwojem

Jedzie z całym swym konwojem,

Gdy tam w linii coś się psuje

On wnet wszystko podrutuje.
Migurskiego telefony

Sieją strach na wszystkie strony

A Grzybowski wszystkim znany

Wiezie list do ukochanej.
Panie Jezu, Dziecię Małe,

Dajże nam zwycięstwo, chwałę,

Niech w żołnierskiej tej kolędzie

Chwała Tobie wieczna będzie,

Wieczna będzie

## Odniesienia
- W połowie 1938 Bolesław Lewicki uzyskał tytuł naukowy doktora filozofii na podstawie pracy pt. Poeta i Legiony, dotyczącej twórczości Józefa Mączki[19].
- W 1958 ukazała się publikacja pt. Księga pamiątkowa Gimnazjum Męskiego w Sanoku 1888-1958, do której władze cenzorskie PRL odrzuciły artykuł autorstwa Józefa Stachowicza o Józefie Mączce[20].
- W 2018 folk rockowy zespół Łubu Dubu z Głogowa Małopolskiego nagrał płytę pod tytułem Mączka, na której znajdują się utwory z wierszami Józefa Mączki[21].

## Ordery i odznaczenia
- Krzyż Srebrny Orderu Wojskowego Virtuti Militari nr 7694[22] – 17 maja 1922[23][5]
- Krzyż Niepodległości[22]
- Krzyż Walecznych